# Bienvenu de Miollis

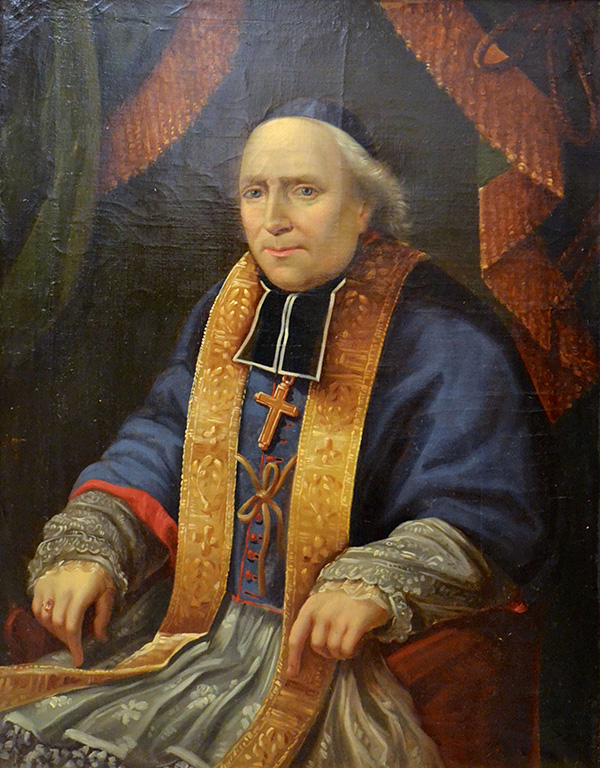
Bischof Miollis

Bienvenu de Miollis (* 19. Juni 1753 in Aix-en-Provence; † 27. Juni 1843 ebenda) war Bischof von Digne.

## Leben
François-Melchior-Charles-Bienvenu de Miollis entstammte einer Aixer Honoratioren-Familie. Die Miollis waren seit 1770 geadelt, mütterlicherseits war die Familie Fonscolombe ebenfalls adelig. Bienvenu war der Bruder des Generals Sextius Alexandre François de Miollis und des Präfekten Honoré Gabriel Henri de Miollis. Ein älterer Bruder war ebenfalls General.
Miollis wurde 1777 in Carpentras zum Priester geweiht. Er war Vikar in Brignoles und ab 1779 in Aix-en-Provence mit dem Aufgabenbereich der Mission im ländlichen Milieu. 1792 verweigerte er den Eid auf die Zivilverfassung des Klerus und ging bis 1801 nach Rom ins Exil. Zurück in Aix, war er Vikar an der Kathedrale und Leiter der Volksmission. Ab 1804 Pfarrer in Brignoles, wurde er am 28. August 1805 von Napoleon Bonaparte zum Bischof von Digne, Gap und Embrun ernannt (ab 1817 ohne Gap und Embrun). Die Bischofsweihe durch Kardinal Giovanni Battista Caprara fand 1806 in der Kirche der Pariser Mission statt. Bischof Miollis leitete sein Bistum bis ins Alter von 85 Jahren und war wegen seiner Volksnähe, Mildtätigkeit und christlichen Lebensführung hoch angesehen. Am 31. August 1838 dankte er ab, zog sich nach Aix zurück und starb dort im Alter von 90 Jahren. Er wurde in der Kathedrale von Digne beigesetzt.
Eugen von Mazenod nannte ihn in einem Brief vom 22. Juli 1827 „incontestablement un saint évêque“ (unbestreitbar ein heiliger Bischof). Victor Hugo hat Bischof Miollis in seinem Roman Die Elenden (auf den ersten hundert Seiten) unter dem Namen Bienvenu Myriel ein eindringliches (wenn auch nicht ganz wahrheitsgetreues) Denkmal gesetzt.
In Digne ist eine Straße nach ihm benannt. Seit 2019 existiert der Verein « Association Mgr de Miollis, évêque de Digne », der sich zum Ziel setzt, ihn bekannt zu machen und seine Seligsprechung vorzubereiten.